# Lijst van burgemeesters van Obdam
Dit is een lijst van burgemeesters van de voormalige Nederlandse gemeente Obdam in de provincie Noord-Holland. Obdam vormt sinds 1 januari 2007 met Wester-Koggenland de nieuwe gemeente Koggenland.
| Ambtsperiode                        | Naam burgemeester            | Partij of stroming | Bijzonderheden                                                                  |
| ----------------------------------- | ---------------------------- | ------------------ | ------------------------------------------------------------------------------- |
| ?                                   | ?                            |                    |                                                                                 |
| 1811 - 1844                         | J. (Jan) Hazelhorst          |                    | ook schout en gemeentesecretaris van Obdam                                      |
| 1844 - 1846                         | S. (Simon) Duijn             |                    | grootgrondbezitter en gemeenteraadslid                                          |
| ?                                   | ?                            |                    |                                                                                 |
| 1848 - 1852                         | C. (Cornelis) Spil           |                    |                                                                                 |
| 13 mei 1852 - 1 augustus 1879       | H. (Haye) Mensonides         | liberaal           | ook gemeentesecretaris van Obdam, burgemeester van Hensbroek en Tweede Kamerlid |
| 1879 - 1914                         | J. (Jan) Buis Pz.            |                    | ook gemeentesecretaris van Obdam                                                |
| 1914 - 1934                         | N. (Klaas) Dekker            |                    | ook gemeentesecretaris van Obdam                                                |
| ong. 16 oktober 1934 - 1 april 1956 | J. (Jan) de Boer             |                    | ook gemeentesecretaris van Obdam                                                |
| 1956 - 1970                         | P.J.L. Laoût                 | KVP                | ook gemeentesecretaris van Obdam                                                |
| 1970 - 1982                         | F.J. (Frans) de Nijs         | KVP / CDA          | ook gemeentesecretaris van Obdam, eerder burgemeester van Graauw en Langendam   |
| 1 januari 1983 - 1990               | J.S.C.M. (Jos) Louter        | CDA                |                                                                                 |
| 1 september 1990 - 1 oktober 1995   | M.A. (Magda) Berndsen-Jansen | D66                |                                                                                 |
| 1995 - 1996                         | I. (Irma) Günther            | VVD                | waarnemend                                                                      |
| 1996 - 1997                         | M. (Marjolein) Koopman-Krijt | PvdA               |                                                                                 |
| 21 januari 1998 - 1 januari 2007    | A.A. (Ab) van Beelen         | CDA                | tot 1 december 1998 waarnemend                                                  |